# Metriskt rum
Inom matematiken är ett metriskt rum en mängd X tillsammans med en funktion {\displaystyle d:X\times X\to \mathbb {R_{0}^{+}} }
sådan att dessa villkor gäller för alla element {\displaystyle x,y,z\in X}:
1. {\displaystyle d\left(x,y\right)=d\left(y,x\right)}
2. {\displaystyle d\left(x,y\right)=0\Leftrightarrow x=y}
3. {\displaystyle d\left(x,y\right)\leq d\left(x,z\right)+d\left(z,y\right)}

Funktionen betecknas vanligen {\displaystyle d} (som ovan) eller {\displaystyle \rho }, och kallas metrik, eller avståndsfunktion (och dess värde avstånd). Om ekvivalensen i andra villkoret ersätts med en vänsterimplikation får man en pseudometrik.
Genom att kombinera alla tre villkoren ser vi att alla avstånd måste vara icke-negativa, ty för alla {\displaystyle x,y\in X} gäller
{\displaystyle 0=d(x,x)\leq d(x,y)+d(y,x)=d(x,y)+d(x,y)=2d(x,y).}
För punkter i {\displaystyle \mathbb {R} ^{3}} med den vanliga metriken är villkoren (1)-(3) uppenbara. Villkor (2) motsvarar att två punkter {\displaystyle P} och {\displaystyle Q} har avstånd {\displaystyle 0} om och endast om {\displaystyle P=Q}. Villkor (3) är triangelolikheten: för tre punkter {\displaystyle P,Q} och {\displaystyle R} gäller att avståndet mellan {\displaystyle P} och {\displaystyle R} är mindre eller lika med summan av avståndet mellan {\displaystyle P} och {\displaystyle Q} samt avståndet mellan {\displaystyle Q} och {\displaystyle R}.

## Exempel
- Varje mängd kan göras till ett metriskt rum genom att den tilldelas den diskreta metriken {\displaystyle d_{0}}:

{\displaystyle d_{0}(x,y):=\left\{{\begin{array}{cc}0&\mathrm {om} \ x=y\\1&\mathrm {om} \ x\neq y\end{array}}\right.}
- {\displaystyle {\mathcal {C}}[0,1]}, klassen av alla kontinuerliga funktioner definierade på {\displaystyle [0,1]}, blir med metriken

{\displaystyle d(f,g)=\sup _{x\in [0,1]}|f(x)-g(x)|}
(metriken inducerad från supremumnormen) ett metriskt rum. Med samma metrik är {\displaystyle {\mathcal {C}}[a,b]} ett metriskt rum för alla kompakta intervall.
- Mängden av reella tal (betecknad {\displaystyle \mathbb {R} }) är ett metriskt rum med avståndsfunktionen {\displaystyle d(x,y)=|x-y|}.

- Mängden {\displaystyle \mathbb {R} ^{3}} består av alla 3-tupler (x, y, z) där x, y och z samtliga är reella tal. Denna mängd motsvaras av punkter i det tredimensionella rummet, där 3-tupeln (a, b, c) motsvarar punkten med x-koordinat a, y-koordinat b samt z-koordinat c.

Mängden {\displaystyle \mathbb {R} ^{3}} är ett metriskt rum med avståndsfunktionen 
{\displaystyle d((x_{1},y_{1},z_{1}),\ (x_{2},y_{2},z_{2}))={\sqrt {(x_{1}-x_{2})^{2}+(y_{1}-y_{2})^{2}+(z_{1}-z_{2})^{2}}}}.
Denna avståndsfunktion är det avstånd som fås i rymdgeometrin genom användande av Pythagoras sats.
- Allmännare har varje reellt inre produktrum V en metrik som ges av normen för rummet:

d(u, v) = ||u - v|| för alla vektorer u och v i V.
- För varje ändlig mängd {\displaystyle M} kan potensmängden {\displaystyle 2^{M}} ges en metrik genom att för {\displaystyle A,B\in 2^{M}} definiera {\displaystyle d(A,B)} som antalet element i den symmetriska differensen {\displaystyle A\,\triangle \,B=(A\smallsetminus B)\cup (B\smallsetminus A)}.

I ovanstående exempel angavs bara en metrik för varje mängd. Samma mängd kan dock ofta på ett naturligt sätt ges olika metriker. Exempelvis har {\displaystyle \mathbb {R} ^{3}} inte bara den ovan beskrivna metriken, utan också den som ges av dess L1-norm:
{\displaystyle d_{1}((x_{1},y_{1},z_{1}),\ (x_{2},y_{2},z_{2}))={\mathopen {|}}x_{1}-x_{2}{\mathclose {|}}+{\mathopen {|}}y_{1}-y_{2}{\mathclose {|}}+{\mathopen {|}}z_{1}-z_{2}{\mathclose {|}}.}
Eftersom det är mängden och metriken tillsammans som definierar ett metriskt rum, är exempelvis {\displaystyle (\mathbb {R} ^{3},d)} och {\displaystyle (\mathbb {R} ^{3},d_{1})} två olika metriska rum, men med samma "underliggande mängd" {\displaystyle \mathbb {R} ^{3}}.
Ett annat exempel på att en mängd kan ha många olika naturliga metriker ges av de p-adiska metrikerna på mängden Z av heltal. För varje primtal p kan vi införa en metrik dp på Z genom föreskriften att dp(m, n) skall vara p-r, om m och n är två olika heltal och r är det största naturliga talet med egenskapen att pr delar skillnaden m - n, och att dp (m, m) = 0. (Exempelvis är alltså d2(233, 137) = 2-5 = 0,03125 men d3(233, 137) = 3-1 = 0,33333…, eftersom 233 - 137 = 96 = 25·31.)

## Fullständiga metriska rum
Ett metriskt rum (X, d) sägs vara fullständigt (eng. complete) om varje cauchyföljd i rummet är konvergent. Detta betyder att om följden
{\displaystyle {\mathcal {F}}=(x_{n})_{n=1}^{\infty }=(x_{1},\ x_{2},\ x_{3},\ x_{4},\ldots )} (där alla xn ligger i X) uppfyller att punkterna xm ligger allt närmare varandra för växande index m, så existerar en punkt x i X, som punkterna xm närmar sig när m växer. Detta kan formellt beskrivas som
{\displaystyle {\bigl (}\forall \epsilon >0\;\exists N\in \mathbf {N} \;\forall m,\ n>N} gäller att {\displaystyle d(x_{m},\ x_{n})<\epsilon {\bigr )}\Rightarrow }
{\displaystyle {\bigl (}\exists x\in X\;\forall \epsilon >0\;\exists N\in \mathbf {N} \;\forall m>N} gäller att {\displaystyle d(x_{m},x)<\epsilon {\bigr )}}
Ett metriskt rum (X, d) som inte är fullständigt kan alltid bäddas in i ett större rum som är fullständigt, en så kallad komplettering av X. Till exempel så görs Q med standardmetriken fullständigt av R, och kompletteringen av Q med den p-adiska metriken (för något primtal p) är de p-adiska talen Qp.
Ett kompakt metriskt rum är alltid fullständigt, men alla fullständiga rum är inte kompakta.
Enligt Banachs fixpunktssats så har varje kontraktionsavbildning på ett fullständigt metriskt rum en unik fixpunkt.

## Topologi
Den metriska topologin i ett metriskt rum X kan definieras i form av en bas, genom att basen definieras som alla öppna bollar:
{\displaystyle B_{r}(x)=\{y:d(x,y)<r\}\,}
där {\displaystyle r>0}.
Den inducerade topologin i X är alltså de mängderna som är unioner av öppna bollar:
{\displaystyle \Omega _{X}=\{A\subseteq X:A=\bigcup _{i}B_{r_{i}}(\alpha _{i}),\ r_{i}\in \mathbb {R} _{+},\ \alpha _{i}\in X\}.}
Detta kan även formuleras som att en mängd U är öppen i den metriska topologin om det kring varje x i U existerar en öppen boll som är en delmängd till U.
Metriska rum med den metriska topologin är parakompakta Hausdorffrum. Den metriska topologin är den grövsta topologin på ett metriskt rum så att metriken {\displaystyle d:X\times X\to \mathbb {R} } är kontinuerlig.